# Tomoderus binodulus
Tomoderus binodulus es una especie de coleóptero de la familia Anthicidae.

## Distribución geográfica
Habita en Malasia.